# 3672 Stevedberg
3672 Stevedberg este un asteroid din centura principală, descoperit pe 22 august 1985 de Edward Bowell.